# 619

## Събития
- В Константинопол император Ираклий (610 – 641) сключва съюзен договор с вожда на българите-оногондури Органа, чичо на хан Кубрат и негов регент. Договорът е насочен срещу хазарите и аварите. Хан Кубрат остава да живее в Константинопол и приема християнството.